# Det ljuva havslivet
Det ljuva havslivet (originalspråk engelska: The Suite Life on Deck) är en amerikansk sitcom-serie. Serien är en spinoff på Disney-serien Zack och Codys ljuva hotelliv. Serien producerades av och visas på Disney Channel  och Disney XD.

## Handling
Tvillingarna Zack och Cody Martin börjar på en ny skola, Seven Seas High, en skola som befinner sig på kryssningsfartyget The S.S Tipton. Med sig har de den bortskämda arvtagerskan London Tipton och den snorkiga hotellmanagern Mr. Moseby. Zack och Cody får nya vänner och trivs ganska bra med sina nya liv på havet. Skeppet reser runt hela världen och besöker bland annat Indien, Italien, Grekland, Sverige, Japan och Storbritannien. 
Serien skapades av Danny Kallis och Pamela Eells O'Connell. Serien är producerad av It's a Laugh Productions. I de första två säsongerna var också Jim Geoghan med och producerade. 
Seriefinalen Graduation on Deck hade premiär på Disney Channel i USA den 6 maj 2011.

## Skådespelare/övriga roller
- Zack Martin - Dylan Sprouse
- Cody Martin - Cole Sprouse
- London Tipton - Brenda Song
- Marion Moseby - Phill Lewis
- Bailey Pickett - Debby Ryan
- Woody Fink - Matthew Timmons
- Addison - Rachael Kathryn Bell
- Maya Bennett - Zoey Deutch
- Kirby Morris - Windell D. Middlebrooks
- Emma Tutweiller - Erin Cardillo
- Marcus Little - Doc Shaw
- Valentina - Salma Hayek

## Relationer
- Zack Martin och Maya Bennett (Säsong 3, avsnitt 57-71.)

Dylan Sprouse och Zoey Deutch
- Cody Martin och Bailey Pickett (Säsong 1+2+3, avsnitt 21-49 och avsnitt 67-71. Mellan avsnitt 49-67 hade de gjort slut.)

Cole Sprouse och Debby Ryan
- Mr. Moseby och Emma Tutweiller (Avsnitt ??-71)

Phill Lewis och Erin Cardillo
- Woody Fink och Addison

Matthew Timmons och Rachael Kathryn Bell (Säsong 3, avsnitt 70-71)
- Valentina och Lord Planterton

Salma Hayek och Zac Efron (Säsong 3, avsnitt 64-65-67-68, avsnitt 69 blev Valentina ihop med Marcus)

## Premiärdatum
Det ljuva havslivet hade premiär den 19 september 2008 i Storbritannien och den 26 september 2008 i USA. Serien startade på skandinaviska Disney Channel den 16 januari 2009.

## Säsonger och avsnitt
Det finns sammanlagt tre säsonger och 71 avsnitt. Den tredje och sista säsongen började att spelas in januari 2010. En film med tvillingarna Zack och Cody har även gjorts; The Suite Life Movie, vilken hade premiär 25 mars 2011 i USA på Disney Channel.
Serien har slutat produceras men sänds fortfarande på TV.